# Fonds Deutsche Einheit
Der Fonds „Deutsche Einheit“ war ein Sondervermögen des Bundes. Er war eines der Finanzierungspakete, mit deren Hilfe die fünf neuen Länder nach der Wiedervereinigung von 1990 saniert werden sollten (vergl. Kosten der Deutschen Einheit). Dieser Fonds ersetzte bis 1994 für die neuen Länder den in der alten Bundesrepublik üblichen Finanzausgleich zwischen ärmeren und reicheren Bundesländern.
Der Fonds Deutsche Einheit (FDE) war 1990 mit dem Ziel gegründet worden, die finanzielle Grundausstattung der ostdeutschen Gebietskörperschaften abzusichern. Das Fondsvolumen sollte ursprünglich für die Laufzeit von 1990 bis 1994 insgesamt 115 Milliarden Deutsche Mark (DM) betragen, wobei eine degressive Verringerung der jährlichen Ausstattungsbeträge ab 1991 vorgesehen war.
Dieses Volumen wurde durch Aufstockungen mehrfach angehoben.
Im Mai 1990 war ein Finanzvolumen von 115 Milliarden DM vorgesehen. Drei Monate später wurde der Betrag auf 146,3 Milliarden DM und im März 1993 schließlich auf 160,7 Milliarden DM erhöht. Damit wurden von 1990 bis 1994 umgerechnet insgesamt 82,2 Milliarden Euro an zweckgebundenen Mitteln gezahlt, 40 Prozent davon kamen den ostdeutschen Kommunen zugute. Der Fonds verschaffte sich seine Mittel größtenteils am Kreditmarkt, nur ein kleiner Teil wurde als Bundeszuschuss gewährt. An den Kreditkosten des FDE beteiligten sich der Bund sowie die westdeutschen Länder und Kommunen. Die Zahlungen wurden anteilig vom Bund (25,37 Mrd. Euro), den alten Ländern (8,22 Mrd. Euro) und durch eine Kreditaufnahme des Fonds (48,57 Mrd. Euro) aufgebracht.
Der Fonds sollte laut Einigungsvertrag mit der Neuordnung des Länderfinanzausgleichs (Einbeziehung der Ostländer) mit Ablauf des Jahres 1994 aufgelöst werden.
Die Schulden sollten Bund und Länder zur Hälfte abbezahlen, wobei vorgesehen war, dass die Länder zwanzig Prozent ihres Anteils von den Gemeinden erstattet bekommen sollten. Seit 1993 tragen die Gemeinden rund 40 Prozent der Lasten der alten Bundesländer. Nach Angaben der Deutschen Bundesbank trug der Fonds Ende 2004 eine Schuldenlast von 38,6 Milliarden Euro. Der Bund übernahm ab 1. Januar 2005 als Mitschuldner die Verbindlichkeiten des Fonds, diese sind seither in die Bundesschuld des Bundeshaushaltes integriert. Allerdings wurden dort zum Ausgleich der Umsatzsteueranteil des Bundes erhöht sowie Leistungen im Länderfinanzausgleich verringert. Die sich hieraus ergebende Belastung der alten Bundesländer hat der Gesetzgeber bis zum Jahre 2019 mit jährlich rund 2,6 Mrd. € beziffert.